# Nanobacteria

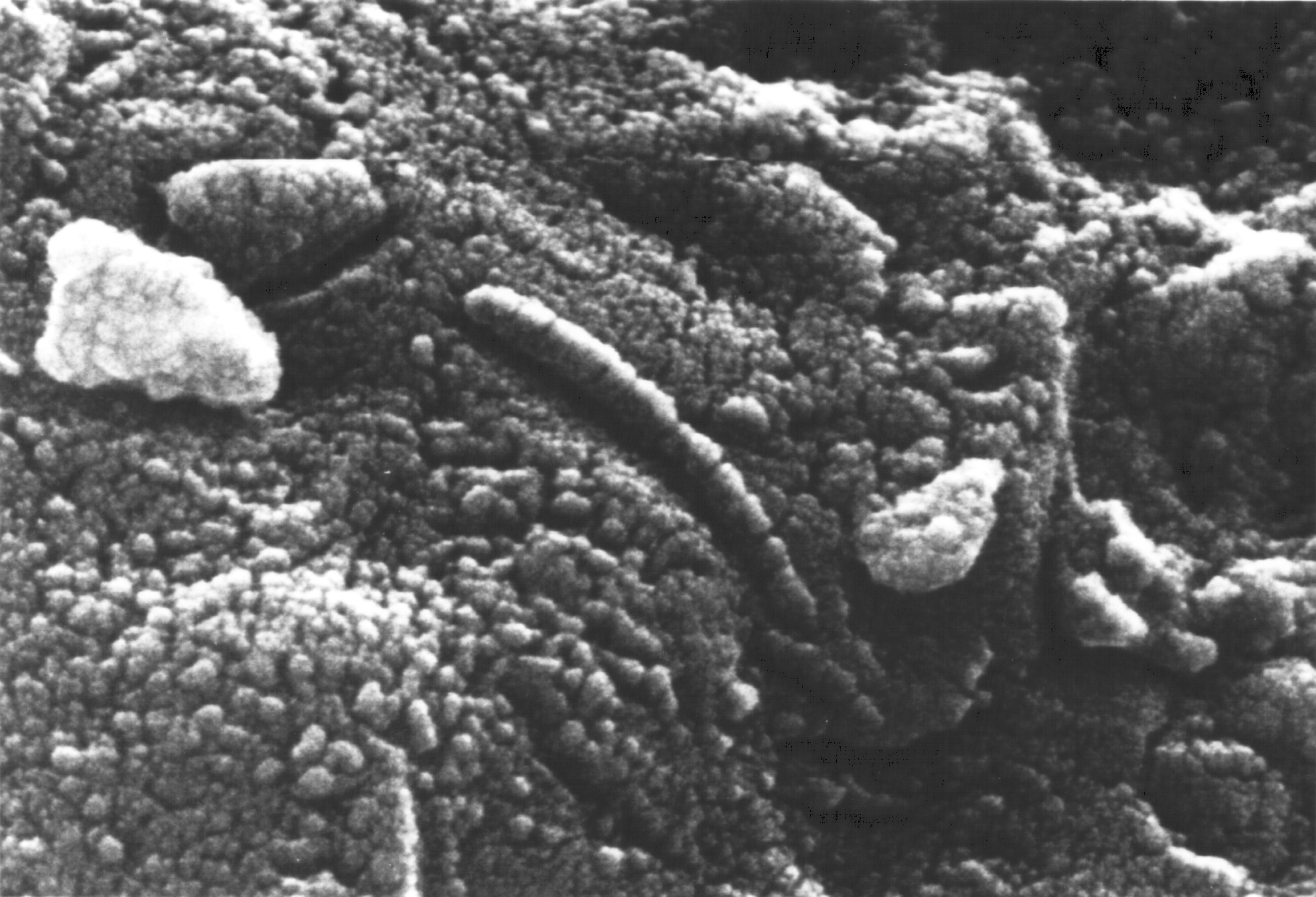
Estructuras encontradas en el fragmento de meteorito ALH84001.

Una nanobacteria es una estructura microscópica de partículas con capacidad calcificante. Algunos investigadores apoyan su existencia como una hipotética forma de vida microscópica, en forma de nanoorganismo de pared celular análogo a bacterias. Presentarían un tamaño mucho menor a lo generalmente aceptado para el límite inferior para la vida bacteriana (50 a 100 nm de diámetro).
No se deben de confundir con los llamados nanobios, que son estructuras más pequeñas y tienen una morfología diferente,

## Relación con otros seres vivos y algunas enfermedades
Estas estructura microscópica halladas en el cuerpo humano, serían capaces de reproducirse por sí solas y además tendrían la habilidad de generar una capa de apatita a su alrededor y que también envuelve a las agrupaciones (o colonias) que formarían como una posible manera de protegerse. Dependiendo de las condiciones que se presentan en su crecimiento son capaces de depositar mineral en forma de capas, como una arenilla o en forma de acumulaciones.
Un grupo de investigación ha encontrado nanobacterias en los cálculos renales y en muestras de aneurismas calcificados. Es por ello que algunos investigadores dicen que esta posible nueva  "forma de vida" podría ser la responsable de una amplia gama de enfermedades, entre ellas la calcificación de las arterias durante el envejecimiento.

## Discusión sobre su existencia

### Dentro de los límites de la vida
Las nanobacterias se encuentran con las mismas dificultades que los nanobios para explicar su existencia como seres vivos, ya que su tamaño no parece ser lo suficientemente grande para contar con la "maquinaria" necesaria para los procesos bioquímicos requeridos para estar vivas, por lo que oficialmente en la comunidad científica no es aceptada su existencia como ese tipo de ser vivo.
Los partidarios afirman que el "crecimiento de las partículas" en un recipiente, al incorporar uridina, uno de los bloques constituyentes del ARN es una prueba de que serían seres vivos; además estas muestras se fijan a unos anticuerpos específicos para detectar nanobacterias.
Los que están en contra de que son una forma de vida, dicen que mientras no hayan detectado ADN específico, las pruebas no son concluyentes.

### Fuera de los límites de la vida
En febrero de 2008, un artículo de la revista científica PLoS PATHOGENS se enfocó a realizar una caracterización exhaustiva de las nanobacterias. En los resultados del artículo se descartó la existencia de nanobacterias como entidades vivas. Sin embargo, el estudió reveló que son una entidad única autopropagativa similar a los priones, correspondiente a complejos autopropagativos de fetoína (una proteína sanguínea de origen en el hígado) mineral.
Un artículo de abril de 2008 de la revista PNAS sugiere que las nanobacterias sanguíneas anunciadas no existen en términos de requerimientos clásicos para una bacteria e informa: «Los precipitados de CaCO3 preparados in vitro son manifiestamente similares a los que se dice para las nanobacterias en términos de su uniformidad de tamaño, la forma vesicular en forma de membranas, con formaciones similares las de la división celular y agregación en forma de colonias.» Investigadores en una reunión de trabajo específica para este trabajo organizada por la Academia Nacional de Ciencias concluyó que el tamaño mínimo celular para la vida en la tierra debe exceder el diámetro de 200 nm para poder contener la maquinaria celular basada en la replicación de ADN. Pero las nanobacterias pueden llegar a ser tan pequeñas como de 80 nm; a no ser que tengan un mecanismo desconocido de replicación, parece inverosímil que constituyan una forma de vida.

## Investigaciones
Referente a investigaciones sobre nanobacterias, destaca la errónea identificación de un nuevo género que fue denominado, tentativamente, como Nanobacterium por investigadores finlandeses. Este descubrimiento generó grandes expectativas al hallarse estructuras similares en meteoritos de Marte
.
Sin embargo, posteriormente en la misma revista, dos años después de la publicación original, se ofrece una interpretación alternativa a las conclusiones finlandesas.
Irónicamente, el resultado más prometedor que permitía potencialmente llegar a clasificar este nuevo género dentro de las α–proteobacterias, fue reconocido claramente como un error de laboratorio al amplificarse y secuenciarse un gen idéntico al de un contaminante común de la reacción de PCR, Phyllobacterium mysinacearum. Un equipo de investigadores afirma que la aparente reproducción in vitro de las partículas de nanobacteria es un efecto físico de precipitación espontánea de cristales de apatita, sin embargo, este grupo no usó controles apropiados y utilizó muestras no patológicas, como la placa dental y la saliva. Posteriormente a esta interpretación alternativa, investigadores franceses intentan reproducir los resultados originales sin lograr identificar contundentemente formas de vida en los cultivos que generaban.
Esta controversia demuestra la importancia de validar un diseño experimental: la cual juega un papel central en la elaboración y consolidación de las hipótesis y teorías que gobiernan la ciencia.

## Interés comercial sobre las nanobacterias
Ha habido un poco de interés recientemente entre las compañías de biotecnología en la aplicación comercial de este tipo de estructuras, asumiéndolas como un tipo de microorganismos, ejemplo de ello, es en la utilización de plásticos.
Otras empresas han creado filtros que impedirían el paso de estas estructuras, aunque los dueños de esta compañía estarían en el mismo grupo que trata de probar su existencia como organismos vivos.

## Las nanobacterias y la posible vida extraterrestre
Las nanobacterias son similares a las estructuras encontradas en el famoso meteorito de Marte ALH84001, recogido en la Antártida; lo que para algunos astrobiólogos sugiere que podría ser la prueba de la vida en otra época en Marte. Incluso algunos[¿quién?] se preguntan si las nanobacterias podrían ser formas de vida extraterrestre.